# نعومي سانتانا بيريرا
نعومي سانتانا بيريرا (مواليد 1984) عضو في حزب بوديموس والمتحدث باسمه في برلمان جزر الكناري.

## النشأة
ولدت بيريرا في لاس بالماس في 31 يناير 1984، ودرست في جامعة لاس بالماس دي جران كناريا حيث حصلت على شهادتها في إدارة الأعمال والإدارة. كطالبة هناك انضمت إلى تجمع طلاب الجامعة. لاحقًا التحقت بدورة القانون في الجامعة الوطنية للتعليم عن بعد.

## الحياة المهنية
بناءً على إصرار أحد أساتذتها انضمت بيريرا إلى جزر الكناري الجديدة في عام 2007 وخدمت في اللجنة التنفيذية الوطنية ولكن خيبة أملها، تركتها بعض الوقت. بعد حضور أول تجمع جماهيري له في لاس بالماس أصبحت عضوًا في بوديموس. خلال الانتخابات الإقليمية الكنارية لعام 2015 جعلتها بوديموس مرشحتها الرسمية لمنصب رئيس جزر الكناري.
أصبحت بيريرا عضوًا في البرلمان من غران كناريا وتم اختيارها المتحدث باسم بوديموس في الجزيرة. عملت أيضًا في شركة السكك الحديدية غران كناريا.